# Ramon Lapiedra i Civera
Ramon Lapiedra (Almenara, Plana Baixa 1940) és un físic i professor valencià, catedràtic jubilat de Física Teòrica de la Universitat de València, membre de l'Institut d'Estudis Catalans, exrector de la Universitat de València, integrant del Consell Valencià de Cultura entre els anys 1998 i 2011, i expresident de Valencians pel Canvi.

## Biografia
Es va llicenciar en Ciències Físiques per la Universitat de Madrid l'any 1963. Entre 1963 i 1966 va estar becat pel Govern francès a París, on va fer estudis en física teòrica. Fou investigador en el CNRS (Centre Nacional de la Recerca Científica) a París de 1966 a 1969. Aquest darrer any es va doctorar en física teòrica per la Universitat de París. Va treballar com a professor de la Universitat de Barcelona des de 1969 fins a 1978. En 1974 també es va doctorar en física teòrica per la Universitat de Barcelona. Entre 1978 i 1982 va impartir docència, com a professor agregat, a la Universitat de Santander. Des de 1982 i fins avui és catedràtic de Física Teòrica de la Universitat de València.
El seu activisme cívic el portà a ser jutjat pel Tribunal de Orden Público (TOP), que el condemnà a nou mesos de presó, que passà a Barcelona i a Jaén (1970). Durant el seu mandat com a rector de la Universitat, el seu compromís cívic amb els problemes i la realitat valenciana el convertiren en una figura cabdal del valencianisme progressista. Cofundador de la plataforma cívica Valencians pel Canvi, activa del 1999 al 2018, en fou president durant diversos anys i, des de les institucions valencianes participà en la recuperació de la llengua i la cultura valencianes.

## Càrrecs acadèmics i científics
Entre els anys 1984-1994 va ser rector de la Universitat de València. El 1993 va ser investit doctor honoris causa per la Universitat Jaume I de Castelló; i en 1995 va rebre la Medalla de la Universitat de València.
Actualment, és membre de l'Institut d'Estudis Catalans (1986) i del Consell Valencià de Cultura. .L'any 2000 va participar en la comissió assessora per a l'elaboració de l'Informe Universitat 2000, conegut com Informe Bricall, encarregat per la Conferència de Rectors de les Universitats Espanyoles (CRUE).
Va ser nomenat doctor 'honoris causa' per la Universitat Jaume I de Castelló el 1993, va rebre la Medalla d'Or de la Universitat de València (1995), la Medalla d'Honor de l'Acadèmia Valenciana de la Llengua (2019),i la medalla d'honor de la Xarxa Vives d'Universitats (2021). Ha estat nomenat fill adoptiu de la ciutat de Sagunt (2020).

## Publicacions
Lapiedra és autor de més de quaranta publicacions científiques en física teòrica, la majoria de les quals en revistes especialitzades d'abast internacional, i de diversos treballs científics dirigits. La seua recerca es desenvolupa en electrodinàmica, gravitació, cosmologia, astrofísica i fonaments de mecànica quàntica.
Entre els seus llibres es troba ‘Els dèficits de la realitat i la creació del món', (2004), que va obtenir el Premi Crítica Serra d'Or de Recerca, i la seua versió en castellà (amb ampliacions): ‘Las carencias de la realidad. La conciencia, el universo y la mecánica cuántica' (2008).
Els seus darrers articles sobre epistemologia, fonaments de la mecànica quàntica, cosmologia i educació han estat publicats en revistes com ara Arbor, Sistema, Actes de la Universitat d'Estiu de Gandia, i en diverses obres de l'Institut d'Estudis Catalans.